# كاستلفرانسي
كاستلفرانسي هي مدينة (كومونا) في مقاطعة أفيلينو ، كامبانيا ، في جنوب إيطاليا .